# Tadeusz Płoszaj
Tadeusz Płoszaj (ur. 10 maja 1926, zm. 26 marca 2010) – kapitan ludowego Wojska Polskiego, leśnik.

## Życiorys

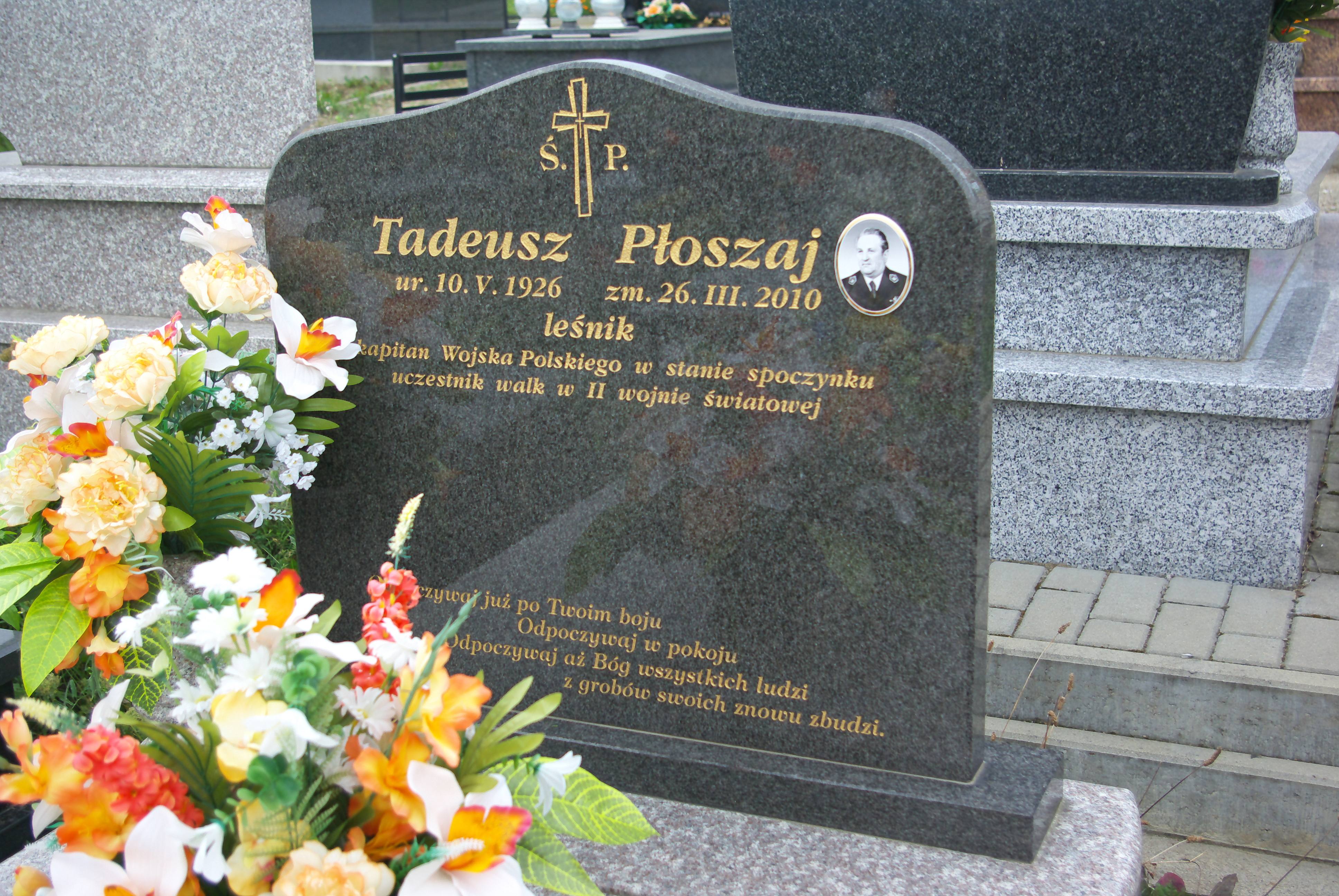
Grób Tadeusza Płoszaja

Syn Piotra. Podczas II wojny światowej, po nadejściu w sierpniu 1944 frontu wschodniego wstąpił do ludowego Wojska Polskiego. W szeregach 6 Pomorskiej Dywizji Piechoty, przydzielony do 14 pułku piechoty, w stopniu kaprala brał udział w walkach m.in. o przełamanie Wału Pomorskiego, w marcu 1945 uczestniczył w bitwie o Kołobrzeg. Następnie w kwietniu 1945 uczestniczył w forsowaniu Odry, oskrzydlaniu Berlina, 22 kwietnia był świadkiem wyzwolonego obozu Oranienburg, w maju 1945 dotarł wraz z jednostką do brzegów rzeki Łaba.
Po wojnie zamieszkał w Sanoku. Został leśnikiem, zatrudniony w Zespole Składnic Lasów. Był kapitanem rezerwy. W 1982 był członkiem komisji historycznej koła ZBoWiD w Sanoku.
Zmarł w 2010. Został pochowany na Cmentarzu Południowym w Sanoku.

## Odznaczenia
- Krzyż Kawalerski Orderu Odrodzenia Polski (1979)[5][6].
- Krzyż Walecznych[7]